# Aruanã (Goiás)

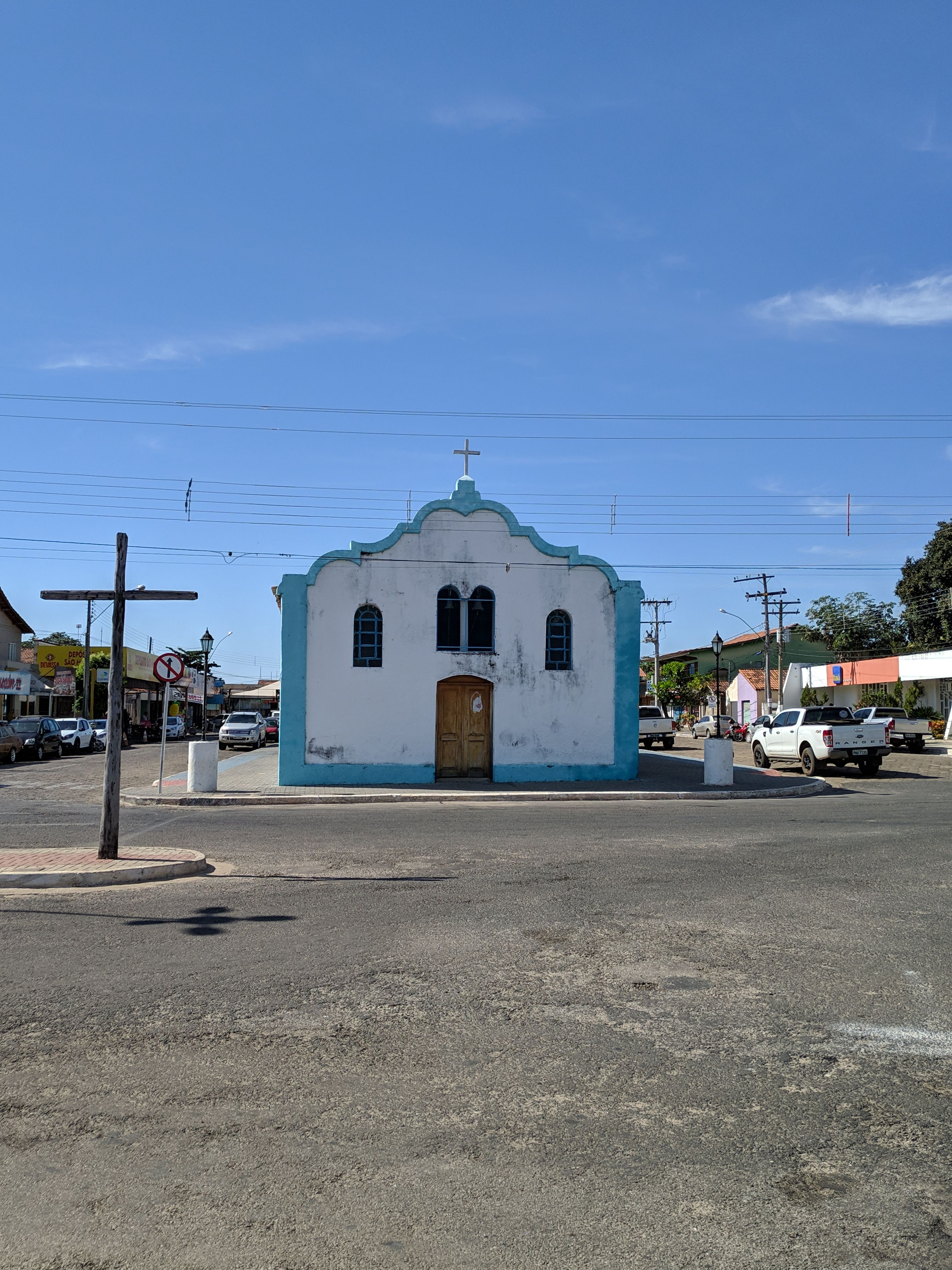
Igreja Nossa Senhora do Rosário, na região central da cidade.

Aruanã é um município brasileiro do interior do estado de Goiás, Região Centro-Oeste do país. É o centro Obelisco do Brasil.
O município de Aruanã, antigamente denominado Porto Leopoldina ou Santa Leopoldina, em homenagem à imperatriz brasileira do século XIX, está inserido na microrregião do Rio Vermelho, com uma área de 3.180,00 km², que representa 0,93% da área total do Estado. Emancipou-se politicamente no ano de 1958. Localiza-se entre os paralelos 14º06’13’’ e 15º19’21’’ de latitude Sul e os meridianos de 50º44’18’’ e 51º10’20’’ de longitude Oeste de Greenwich. A sede municipal está a 215 metros de altitude, com sua posição geográfica determinada pelo paralelo 14º55’14’’ de latitude Sul em sua interseção com o meridiano 51º04’48’’ de longitude Wgs.
Limita-se ao norte com o Estado de Mato Grosso e o município de Nova Crixás; ao sul com os municípios de Matrinchã e Itapirapuã; a leste com os município de Mozarlândia, Araguapaz e Matrinchã; a oeste com o município de Britânia e o estado de Mato Grosso.

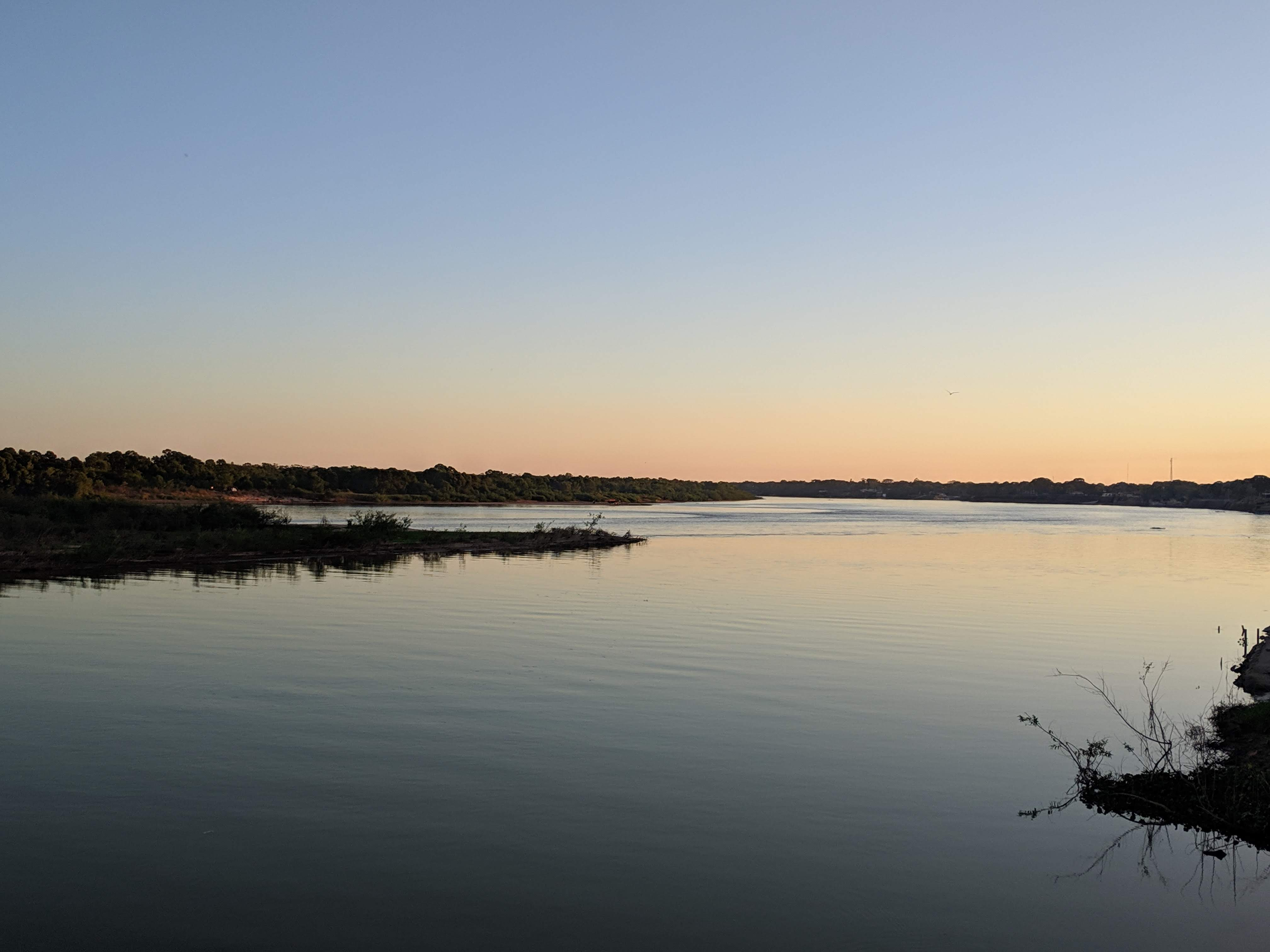
Encontros dos rios.

São pontos a serem visitados na cidade: a) Aldeia Karajá, reserva indígena; b) Igreja de Nossa Senhora da Conceição Leopoldina, que foi construída em 1886 e fica na Praça Couto Magalhães, no Centro da cidade; c) os restos do barco a vapor Couto Magalhães; d) além do Rio Araguaia, o seu grande atrativo, a cidade também é banhada pelo Rio Vermelho, que nasce na Serra Dourada, a 17 Km da Cidade de Goiás, e deságua no Araguaia, em Aruanã.